# John Schlesinger
Pour les articles homonymes, voir Schlesinger.
John Schlesinger, né le 16 février 1926 à Londres et mort le 25 juillet 2003 à Palm Springs, est un réalisateur, acteur, scénariste et producteur britannico-américain.
Il est considéré, avec Tony Richardson et Karel Reisz, comme l'un des réalisateurs de la « nouvelle vague » britannique des années 1960.

## Biographie

### Débuts
John Schlesinger est né à Londres dans une famille juive appartenant à la classe moyenne, fils de Winifred Henrietta (née Regensburg) et de Bernard Edward Schlesinger, médecin. Après avoir terminé ses études à l'école d'Uppingham, puis au Balliol College de l'université d'Oxford, il commença à travailler comme acteur pour la télévision.

### Carrière
L'une de ses premières réalisations, le court métrage documentaire Terminus (1961), lui vaut d'obtenir le prix de la British Academy of Film and Television Arts (BAFTA) du meilleur court-métrage.
Ses deux premiers longs métrages de fiction, Un amour pas comme les autres (A Kind of Loving, 1962), couronné par l'Ours d'or au Festival de Berlin l'année de sa sortie, et Billy le menteur (Billy Liar, 1963) décrivent la vie triste et ordinaire de gens simples du Nord de l'Angleterre. Son troisième film, Darling chérie (1965), qui remporte entre autres récompenses trois Oscars (dont ceux de la meilleure actrice pour Julie Christie et du meilleur scénario original pour Frederic Raphael) et quatre BAFTAs, se conçoit comme une peinture acerbe du mode de vie urbain moderne dans la capitale britannique. C'est l'un des premiers films à évoquer le Swinging London. Son film suivant, sorti en 1967, est une adaptation du célèbre roman homonyme de Thomas Hardy, Loin de la foule déchaînée (Far from the Madding Crowd). C'est cependant en 1969 que Schlesinger connaît son plus grand succès, avec Macadam cow-boy (Midnight Cowboy), salué à travers le monde, qui lui vaut les Oscars du meilleur film et du meilleur réalisateur. 
Parmi les films qui suivent figurent Un dimanche comme les autres (Sunday Bloody Sunday, 1971), Le Jour du fléau (The Day of the Locust, 1975), Marathon Man (1976), Yanks (1979), Fenêtre sur Pacifique (Pacific Heights, 1990), A Question of Attribution (1991), réalisé pour la télévision, L'Innocent (The Innocent, 1993) et Un couple presque parfait (The Next Best Thing, 2000).
Au théâtre, Schlesinger dirige Timon d'Athènes (Timon of Athens) (1965) pour la Royal Shakespeare Company et le spectacle musical I and Albert (1972) au Piccadilly Theatre de Londres. À partir de 1973, il exerce la fonction de directeur associé du Royal National Theatre.
Fait notable, Schlesinger réalise également un court métrage pour le compte du Parti conservateur britannique, dans le cadre des élections générales (législatives) de 1992 au Royaume-Uni. Ce "spot" montre le Premier Ministre John Major retournant à Brixton dans la banlieue sud de Londres, là où il a passé son adolescence, ce qui souligne les origines humbles (et atypiques pour un conservateur traditionnel) de cet homme politique.
Ouvertement homosexuel, Schlesinger traite de ce sujet dans Macadam Cowboy, Un dimanche comme les autres et Un couple presque parfait.

### Mort
J. Schlesinger doit subir un quadruple pontage en 1998, avant d'être victime d'un accident cérébrovasculaire en décembre 2000. Le 24 juillet 2003, le respirateur artificiel qui le maintient en vie au Desert Regional Medical Center de Palm Springs (Californie) est débranché en présence de celui qui est le compagnon du réalisateur depuis plus de trente ans, le photographe Michael Childers. Le lendemain matin, J. Schlesinger décède à l'âge de 77 ans.

## Filmographie (partielle)

### Réalisateur
- 1962 : Un amour pas comme les autres (A Kind of Loving)
- 1963 : Billy le menteur (Billy Liar)
- 1965 : Darling chérie (Darling)
- 1967 : Loin de la foule déchaînée (Far from the Madding Crowd)
- 1969 : Macadam Cowboy (Midnight cowboy)
- 1971 : Un dimanche comme les autres (Sunday Bloody Sunday)
- 1975 : Le Jour du fléau (The Day of the Locust)
- 1976 : Marathon Man
- 1979 : Yanks
- 1981 : Honky Tonk Freeway ou Autoroute en délire
- 1984 : Le Jeu du faucon (The Falcon and the Snowman)
- 1987 : Les Envoûtés (The Believers)
- 1988 : Madame Sousatzka
- 1990 : Fenêtre sur Pacifique (Pacific Heights)
- 1993 : L'Innocent (The Innocent)
- 1996 : Au-delà des lois (Eye for an Eye)
- 2000 : Un couple presque parfait (The Next Best Thing)

### Courts, moyens métrages et téléfilms
- 1948 : Black legend
- 1950 : The Starfish
- 1956 : Sunday in the park
- 1958 : Cannes Film Festival (TV)
- 1958 : The circus (TV)
- 1959 : Benjamin Britten (TV)
- 1959 : Hi-Fi Fo Fum (TV)
- 1959 : The innocent eye (TV)
- 1960 : The Italian Opera (TV)
- 1961 : The class
- 1961 : Terminus
- 1973 : Visions of Eight, segment : The Longest
- 1982 : Tables séparées (Separate tables) (TV)
- 1983 : An Englishman abroad (TV)
- 1995 : La Ferme du mauvais sort (Cold Comfort Farm) (TV)

### Acteur/ Intervenant
- 1951 : Single Handed de Roy Boulting
- 1955 : Oh! Rosalinda de Michael Powell et Emeric Pressburger
- 1956 : Le Dernier Homme à pendre (The Last Man to Hang?), de Terence Fisher
- 1956 : La Bataille du Rio de la Plata (The Battle of the River Plate), de Michael Powell
- 1957 : Ce sacré confrère (Brothers in law) de Roy Boulting
- 1957 : Les Sept Tonnerres (Seven Thunders) de Hugo Fregonese
- 1990 : Fenêtre sur Pacifique (Pacific Heights) (+ réal.)
- 1995 : The Celluloid Closet de Robert Epstein

### Scénariste
- 1961 : Terminus (+ réal.)
- 1988 : Madame Sousatzka (+ réal.)

### Producteur
- 1984 : Le Jeu du faucon (The Falcon and the Snowman) (+ réal.)
- 1987 : Les Envoûtés (The Believers) (+ réal.)

## Récompenses
- Ours d'or de Berlin en 1962 pour le film Un amour pas comme les autres
- Oscar du meilleur film et du meilleur réalisateur en 1970 pour Macadam Cowboy